# Nersia florida
Nersia florida är en insektsart som beskrevs av Ronald Gordon Fennah 1944. Nersia florida ingår i släktet Nersia och familjen Dictyopharidae. Inga underarter finns listade i Catalogue of Life.